# Mauritz Gründer
Mauritz Gabriel Gründer, född 1855, död 1897, var en svensk skådespelare. 

## Biografi
Gründer debuterade 1874 på Mindre teatern i Stockholm, var 1882 anställd vid olika sällskap i landsorten, 1882–1886 vid Nya teatern samt 1886–1887 och 1889–1891 vid Södra teatern. 1887–1889 ledde han tillsammans med Anna Norrie och Wilhelm Kloed Vasateatern och var från 1891 anställd vid Kungliga Kungliga Dramatiska Teatern. Gründer var en fantasifull karaktärskomiker med saft och humor. Bland hans roller märks Grumio i Så tuktas en argbigga, narren i Trettondagsafton, Polycarpus i Kronofogdarna, fogden i Brand och Calchas i Sköna helena.

## Teater

### Roller (ej komplett)
| År   | Roll                            | Produktion                                                                                | Regi | Teater             |
| ---- | ------------------------------- | ----------------------------------------------------------------------------------------- | ---- | ------------------ |
| 1887 | Pampinelli                      | Amors gengångare Louis Varney, Jules Prével och Armand Liorat                             |      | Vasateatern        |
| 1887 | Napoleon Öbom                   | En tidningsanka Daniel Fallström                                                          |      | Vasateatern        |
| 1887 | Fritz Bollman                   | Tre trappor upp Wilhelm Mejo                                                              |      | Vasateatern        |
| 1887 | General Bom                     | Storhertiginnan av Gerolstein Jacques Offenbach                                           |      | Vasateatern        |
| 1887 | Coquardier                      | Durand och Durand Maurice Ordonneau och Albin Valabrègue                                  |      | Vasateatern        |
| 1888 | Troupeau                        | Bellevilles mö Carl Millöcker, Richard Genée och Friedrich Zell                           |      | Vasateatern        |
| 1888 | Calchas                         | Sköna Helena Jacques Offenbach, Henri Meilhac och Ludovic Halévy                          |      | Vasateatern        |
| 1888 | Punto                           | Viceamiralen Carl Millöcker                                                               |      | Vasateatern        |
| 1888 |                                 | Tre fruar och en man Albin Valabrègue                                                     |      | Vasateatern        |
| 1888 |                                 | Kolhandlarne Jules Costé och Philippe Gille                                               |      | Vasateatern        |
| 1888 | Bobinet                         | Pariserliv Jacques Offenbach                                                              |      | Vasateatern        |
| 1888 | Alidor de Rosenville            | Resan till Kina François Bazin                                                            |      | Vasateatern        |
| 1888 | Tokutaro                        | Den nye mikadon Arthur Sullivan                                                           |      | Vasateatern        |
| 1889 | Lambertuccio, kryddkrämare      | Boccaccio Franz von Suppé, Camillo Walzel och Richard Genée                               |      | Vasateatern        |
| 1889 |                                 | Lilla Putte Alfred Hennequin                                                              |      | Vasateatern        |
| 1889 | Bidard                          | Kolhandlarne Jules Costé och Philippe Gille                                               |      | Vasateatern        |
| 1889 | Kung Orre                       | Riddar Blåskägg Jacques Offenbach, Henri Meilhac och Ludovic Halévy                       |      | Vasateatern        |
| 1889 | Vattenfabrikanten               | Jägarbruden Leon Treptow                                                                  |      | Vasateatern        |
| 1889 | General Kantschukoff            | Fatinitza Franz von Suppé och Friedrich Zell                                              |      | Vasateatern        |
| 1890 | Anders Mårtensson, hästhandlare | Friskt vågat Edgard Høyer                                                                 |      | Södra Teatern      |
| 1892 | Kapitalisten Heindorf           | Krig i fred (Krieg im Frieden) Gustav von Moser och Franz von Schönthan                   |      | Dramatiska Teatern |
| 1893 | Menessier                       | Två turturduvor Paul Ginisty och Jules Guérin                                             |      | Vasateatern        |
| 1894 | En narr                         | Trettondagsafton eller Hvad ni vill (Twelfth Night, or What You Will) William Shakespeare |      | Dramatiska Teatern |

## Rollporträtt

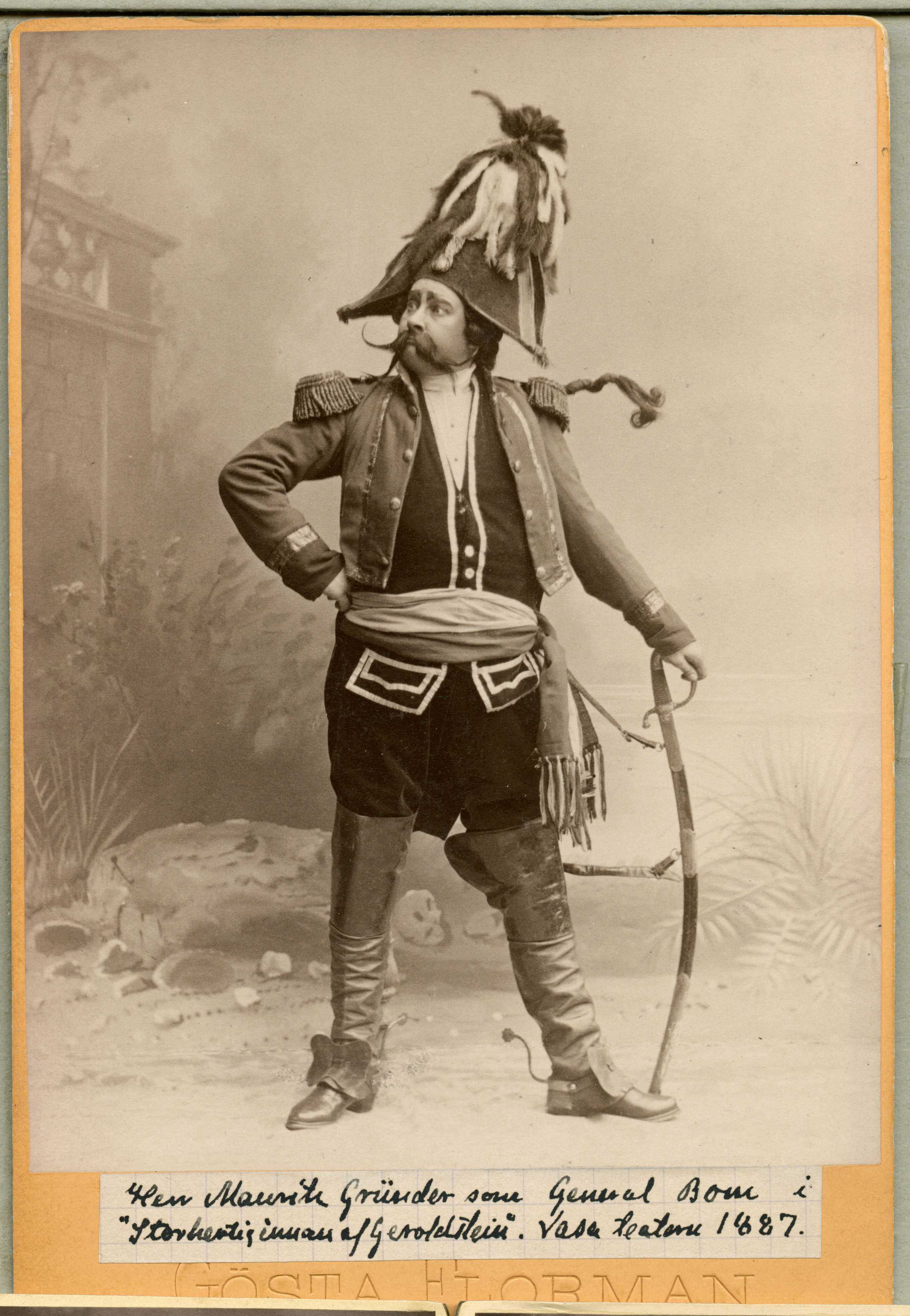
Som General Bom i Storhertiginnan av Gerolstein på Vasateatern 1887.
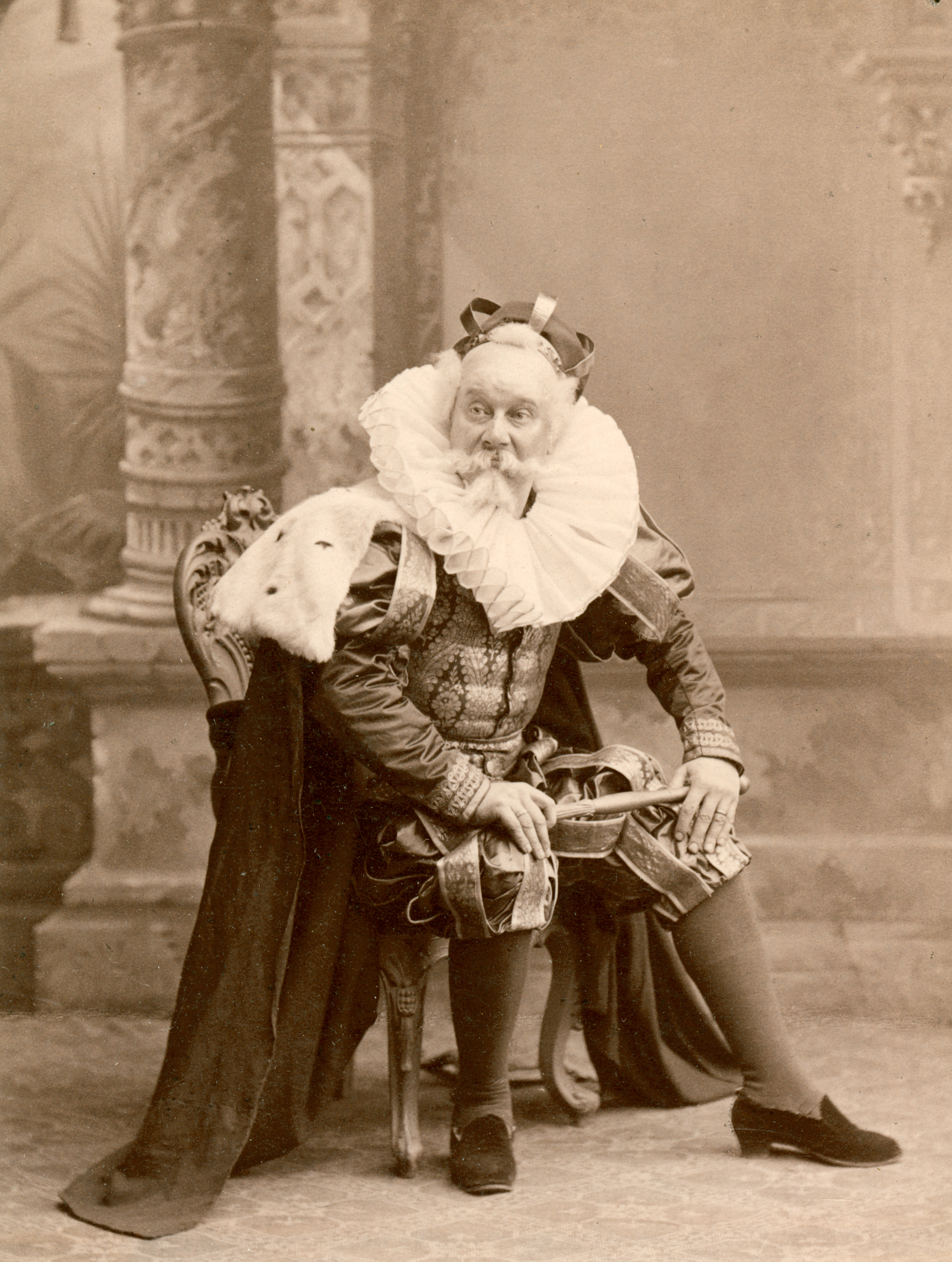
Som Kung Orre i Riddar Blåskägg på Vasateatern 1889.